# Manawatu Gorge
Der Manawatu Gorge, in der Sprache der Māori Te Apiti, was übersetzt so viel bedeutet wie schmale Passage, ist eine Schlucht im Tararua District der Region Manawatu-Wanganui auf der Nordinsel von Neuseeland.

## Namensgebung
Die Komposition Manawatū aus den Māori-Worten manawa (Herz) und tū bedeutet etwa „stillstehendes Herz“. Der Legende nach stand dem Māori Hau das Herz still, als er der Schönheit des Manawatū River gewahr wurde. Um die Schreibweise des Wortes mit oder ohne Makron wird diskutiert. 2019 und 2020 erfolgten Änderungen der Schreibweise verschiedener Institutionen und des durch die Schlucht fließenden Manawatū River von Manawatu zu Manawatū. Die Handhabung der Schreibweise der Schlucht ist dabei nicht einheitlich, so verwendet die durch das Horizons Regional Council geführte offizielle Homepage das Makron sowohl bei Manawatū als auch bei Te Āpiti.

## Geographie
Durch den Manawatu Gorge fließt der Manawatū River und trennt die Bergkette der nach Südsüdwesten verlaufende Ruahine Range von der nach Nordnordosten sich hinziehende Tararua Range. Die Schlucht erstreckt sich über eine Länge von rund 6 km und misst an seiner tiefsten Stelle von rund 50 m rund 280 m Höhenunterschied zu den beidseits begleitenden Bergen.
Die Kleinstädte Woodville und Ashhurst sind jeweils 3,9 km östlich des Eingangs zur Schlucht und 1,5 km nordwestlich des Ausgangs der Schlucht zu finden. Palmerston North, als größere Stadt, liegt rund 10 km in westsüdwestlicher Richtung.

## Geologie
Grauwacke ist das bestimmende Gestein in und beidseits der Schlucht und die Entstehung erdzeitgeschichtlich im Trias angesiedelt. Die Ruahine Range und Tararua Range bildeten sich westlich entlang der Hauptverwerfungen wie der Wellington Fault, der Ruahine Fault und der Mohaka Fault. Bei der Bildung der Gebirge konnte sich der Manawatū River einen Zugang nach Westen sichern, so wie er heute noch besteht.

## Die Schlucht als Verkehrsweg

### Straßenverbindung
Der New Zealand State Highway 3 verlief entlang der Südseite der Schlucht. Die Straße wurde im April 2017 wegen Bergrutsche für immer geschlossen. Eine Ausweichroute, die die beiden Strecken des State Highway 3 östlich und westlich der Berge miteinander verbindet, führt über den Sattel der Tararua Range und wird als Saddle Road bezeichnet. Da diese Straße aber nie für die Menge des Verkehrs ausgelegt war, wurde der Bau eines neuen Highways in Angriff genommen, der ebenfalls über den Sattel der Tararua Range führt, eine Länge von 11,5 km hat für jede Seite zweispurig ausgebaut wird. Mitte 2025 soll die Strecke ihrer Bestimmung übergeben werden.

### Eisenbahnverbindung
Auf der Nordseite der Schlucht verläuft die Bahnstrecke Palmerston North–Gisborne. Sie ging 1891 in Betrieb. Um die Trasse in dem schwierigen Gelände des Manawatu Gorge zu ermöglichen, mussten zwei Tunnel angelegt werden. Seit 2001 fahren auf der Strecke ausschließlich Güterzüge, abgesehen von gelegentlich verkehrenden Sonderfahrten.

## Wanderwege
- Der Manawatu Gorge Track ist ein 11 km langer Wanderweg, der südlich parallel zur Schlucht durch den Busch verläuft. Für die Strecke wird eine Wanderzeit zwischen 3,5 und 5,5 Stunden angegeben.[10]
- Der Tawa Loop Walk umfasst rund 4 km, befindet sich am westlichen Ende der Schlucht und bietet über eine Aussichtsplattform einen sehr schönen Blick in das Tal der Schlucht.[10]
- Der Upper Gorge Bridge Track zweigt an der östlichen Seite des Manawatu Gorge vom Manawatu Gorge Track ab und stellt eine alternative Route talwärts dar. 2 bis 3,5 Stunden müssen hier für einen Weg eingeplant werden.[10]
- Der Manawatu Gorge Loop Track ist der kürzeste Wanderweg und lässtlich am östlichen Ende der Schlich zwischen 15 und 30 min bewältigen.[10]

## Fotogalerie

Manawatu Gorge
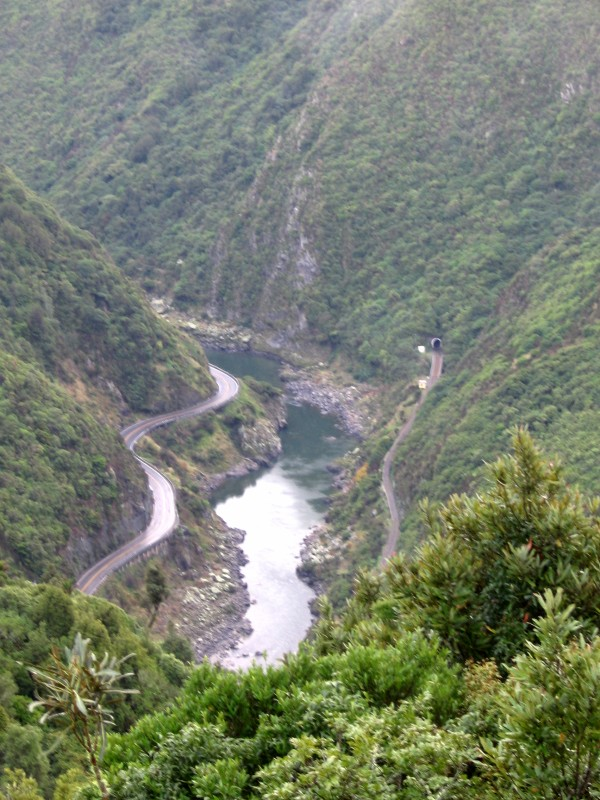
Blick in die Schlucht, links die Straße und rechts die Eisenbahnverbindung mit Tunnel
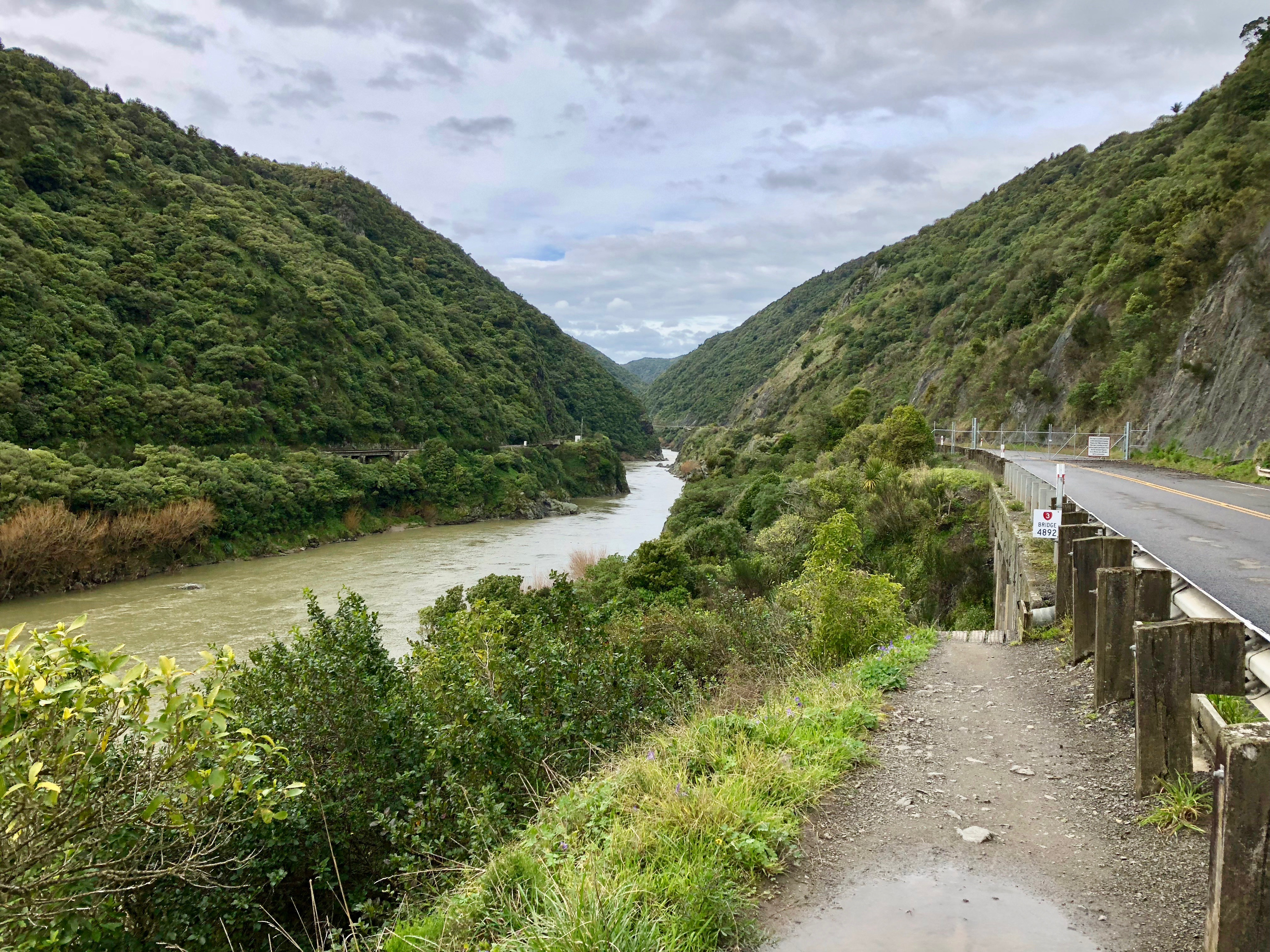
Der mittlerweile geschlossene Straßenzugang
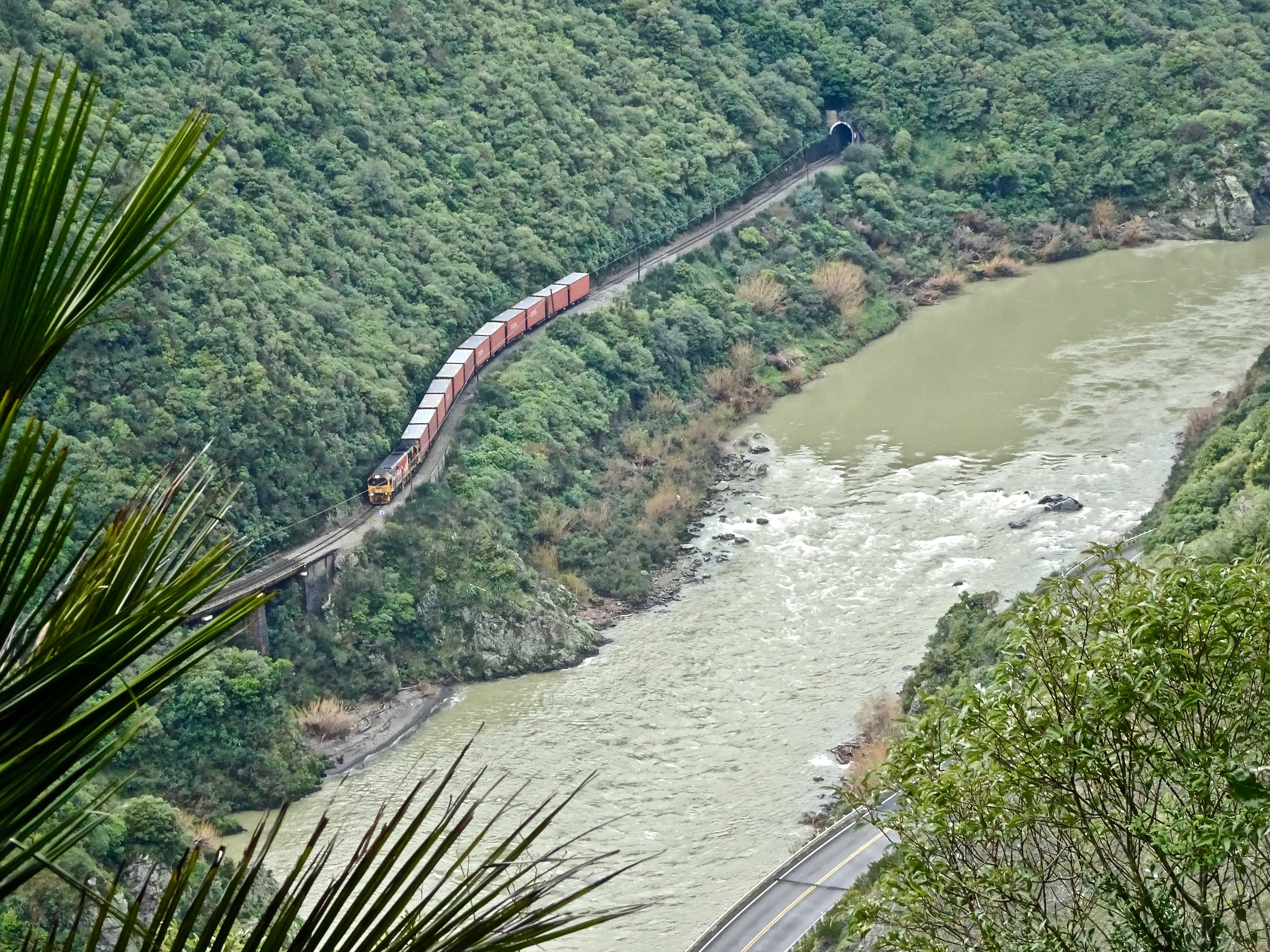
Blick auf die Palmerston North–Gisborne Line
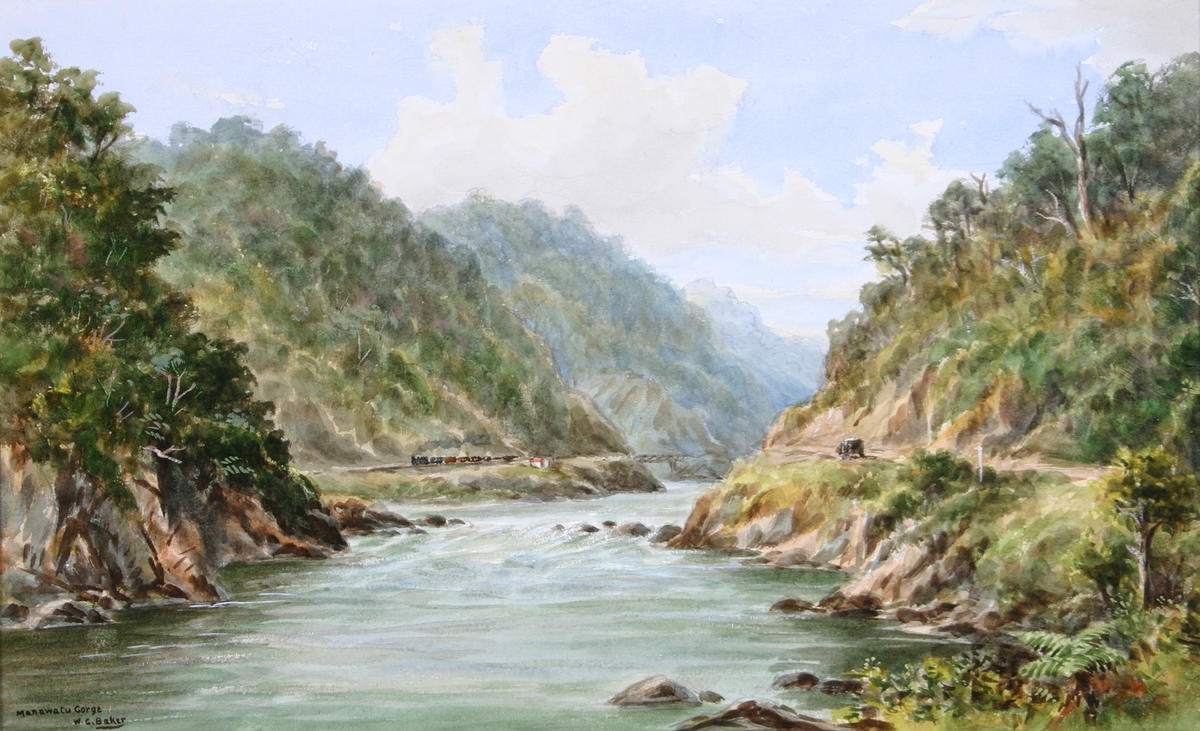
Gemälde der Schlucht von William Baker (1864–1929)